# Thegangnung
A Thegangnung (Taegangneung)  (hangul: 태강릉, handzsa: 泰康陵) Szöul Novon-ku (Nowon-gu) kerületében található Csoszon (Joseon)-kori királysírcsoport.

## Története
| Sír neve                         | Elhunytak neve                                                               | Év   |
| -------------------------------- | ---------------------------------------------------------------------------- | ---- |
| Therung (태릉, 泰陵, Taereung)   | Mundzsong (문정, Munjeong) királyné (Csungdzsong (Jungjong) király felesége) | 1565 |
| Kangnung (강릉, 康陵, Gangneung) | Mjongdzsong (Myeongjong) király Inszun (인순, Insun) királyné                | 1567 |

### Therung(Taereung)
A sír Csungdzsong (Jungjong) király második felesége, a Jun (Yun) klánból származó Mundzsong (문정, Munjeong) királyné számára épült. Sírjának eredetileg a Sindzsongnung (신정릉, 新靖陵, Sinjeongneung) nevet adták, később változtatták meg.

### Kangnung(Gangneung)
A sír Mjongdzsong (Myeongjong) király és a Sim klánból származóInszun (인순, Insun) királyné számára épült, 1 kilométerre északra a Therung (Taereung) sírtól, ahol a király anyja van eltemetve. A két halom egymás mellett található.